# Megújuló energiaforrás

Európa országaiban a megújuló energia aránya teljes energiafelhasználásukhoz képest, 2020-ban
nincs adat
10–20%
20–30%
30–40%
40–50%
>60%

Megújuló energiaforrásnak nevezzük az energiahordozók azon csoportját, amelyek emberi időléptékben képesek megújulni, azaz nem fogynak el, ellentétben a nem megújuló energiaforrásokkal. A megújuló energiaforrások a napenergia közvetlen termikus és fotoelektromos hasznosítása, a biomassza, szélenergia, vízenergia, a tenger hullámzásából kinyerhető energia, a geotermikus energia, valamint a Holddal összefüggésben az árapály-energia. A geotermikus energia a Nappal való kapcsolat, a földfelszín Napból és a magmából származó energiaáram jelentős különbsége alapján sorolható a megújuló energiaforrások közé.
A megújuló energiaforrások közül sok káros anyag kibocsátása nélkül is felhasználható, azonban a megújuló energia nem jelenti önmagában az emissziómentes, környezetbarát működést. Így például a fatüzelés megújulónak számít, hiszen a fa biológiai úton emberi idő alatt pótolható, ezzel szemben a teljesen emissziómentesen, azonban uránnal működő atomerőmű nem tartozik a megújuló energiát felhasználó erőművek közé.
A megújuló energia előnye, hogy nem fenyeget a készletek kimerülésének veszélye, többségük a környezetre és az élőlényekre ártalmas gázokat és melléktermékeket nem bocsát ki, azonban felhasználásukat a helyi adottságok meghatározzák, nem használhatóak fel bárhol, és nem akármekkora mennyiségben.

## Megújuló energiaforrások

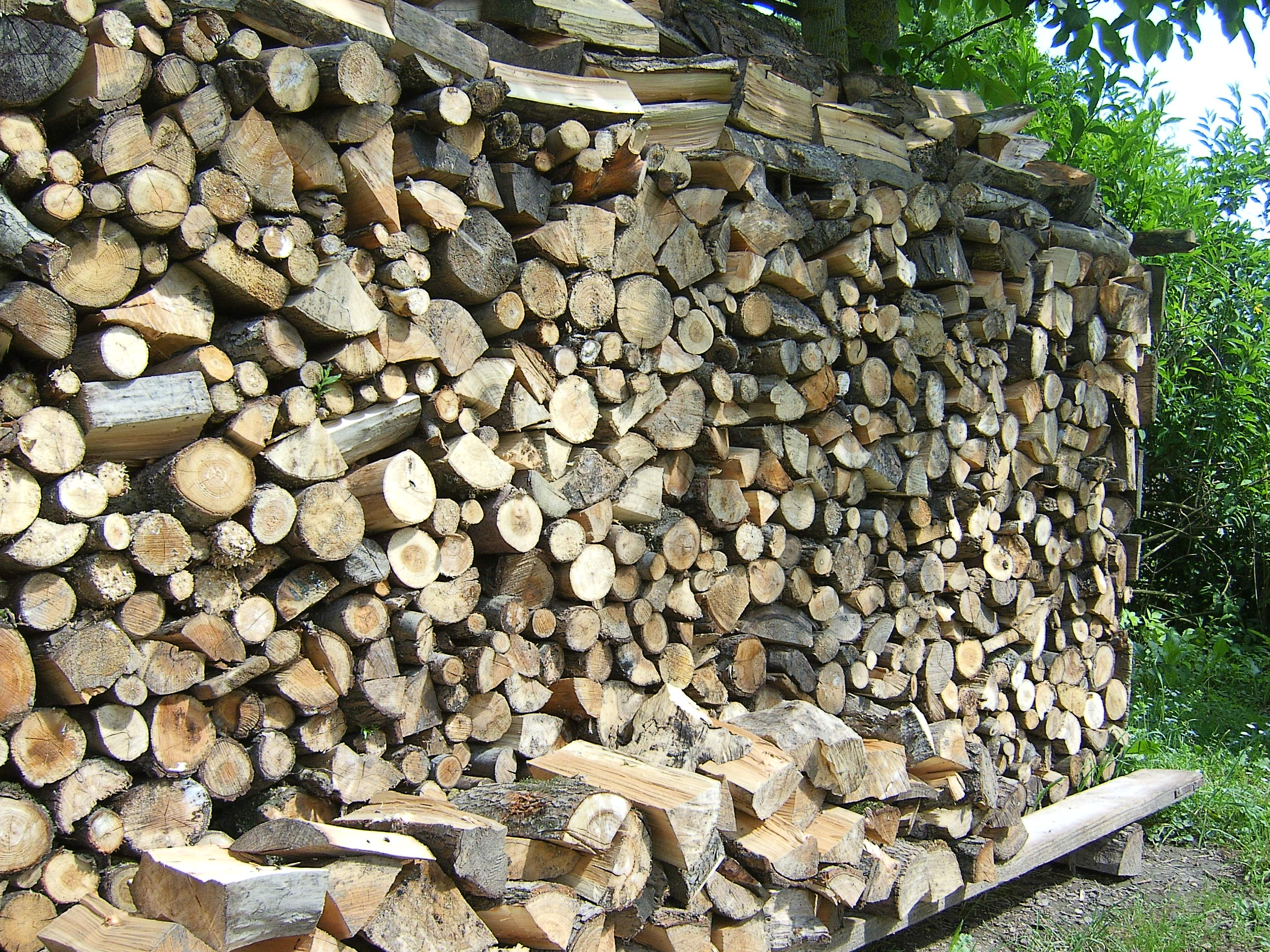
A fa a legrégebb óta felhasznált megújuló energiahordozó

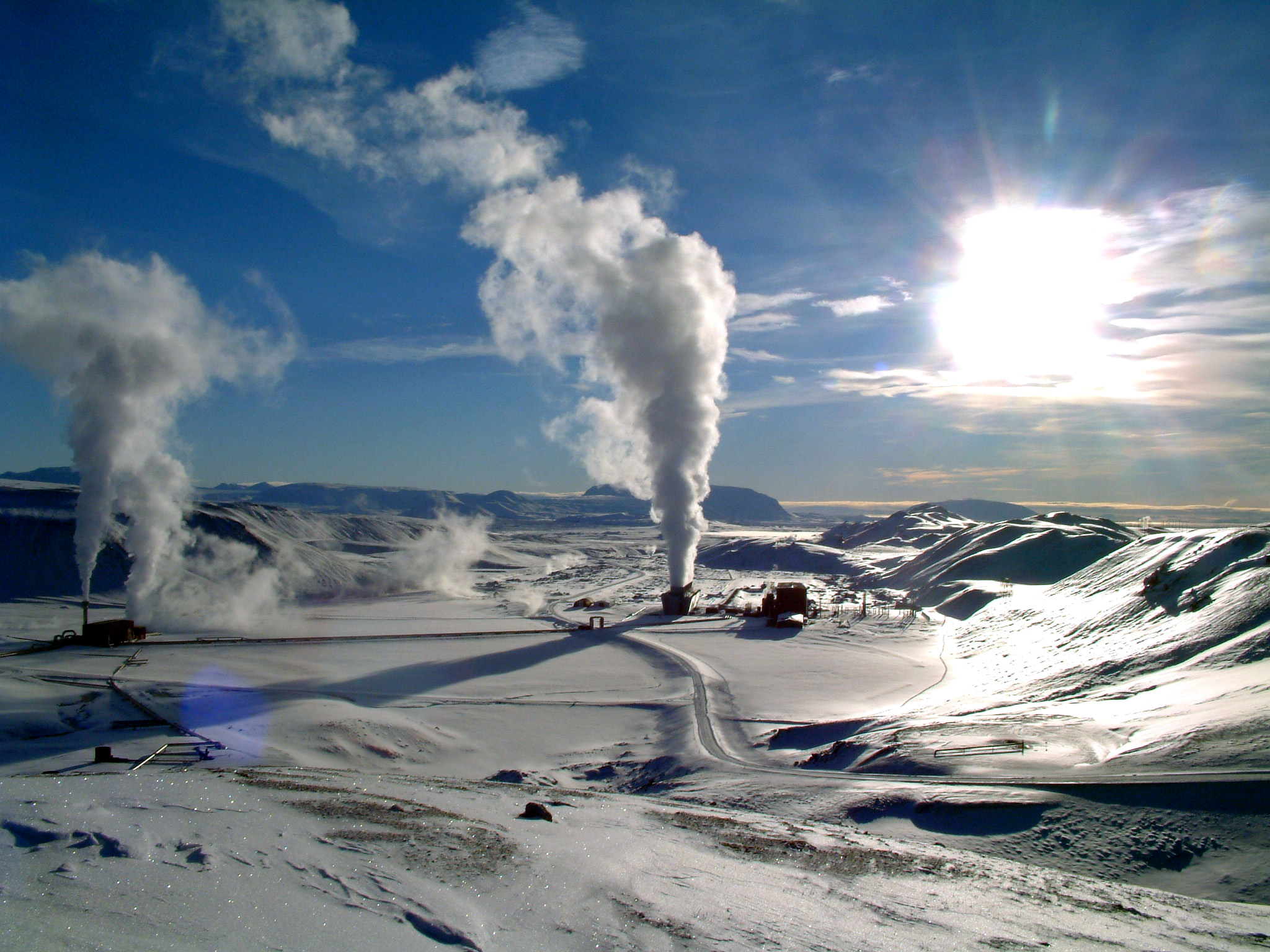
A Föld belső energiája a geotermikus energia

Az energiamegmaradás értelmében energiát nem lehet létrehozni. Amikor megújuló energiáról beszélünk, a felhasznált energia ezekből a forrásokból származik:

### A Napból származó energia
A Nap nagy mennyiségű energiát közvetít a földre elektromágneses hullámok formájában. A Földre körülbelül 174 PW (Petawatt) teljesítmény érkezik, ebből 30%-ot a légkör visszaver, így körülbelül 122 PW éri el a Föld felszínét, ami egy évben 1070 EWh energiát jelent, és így 7500-szorosa az évi energiafelhasználásnak. Ezt az energiát direkt vagy indirekt módon használjuk fel. A direkt felhasználás közé tartozik a vizek és az atmoszféra felmelegítése, a légtömegek mozgatása, valamint a növények termesztése.
A napenergia indirekt felhasználása közé tartozik a bioenergia, a szélenergia és a vízenergia is. Néhány lehetséges felhasználási mód:
- Napenergia: napelem, hőtermelés, kémiai energiává alakítás
- Bioenergia: fa, növényi olaj, biodízel, bioetanol, biogáz, BtL-hajtóanyagok (Biomass to Liquid – biomassza-elfolyósítás)
- Vízenergia: víz felduzzasztás – helyzeti energia, folyóvíz – mozgási energia, hullámzás, áramlatok a tengerben, a víz hőenergiája
- Szélenergia: szélerőmű, szélmalom, vitorlás hajó

### Geotermikus energia
A Föld belsejében lévő energia részben még a Föld keletkezéséből maradt vissza, részben pedig a Föld belsejében történő radioaktív bomlás terméke. A leggyakrabban ezt az energiaforrást fűtésre, valamint áramfejlesztésre használjuk.

### A Nap és Hold mechanikus hatása a Földre
A Hold és a Nap gravitációs ereje a Földön árapályt idéznek elő, az így előállított áramlásokat árapályerőművekben és vízáramlás-erőművekben hasznosítják. A gravitációs erők a Föld deformációját, és ezáltal a szilárd Föld és a magma között súrlódást okoznak. Az így létrejövő teljesítmény körülbelül 2,5 TW, aminek egyes becslések szerint a 9%-át lehetne felhasználni.

## A leggyakrabban felhasznált erőművek
Hogy az energiát az ember hasznosítani tudja, erőművek segítségével át kell alakítani.

### Szélerőmű

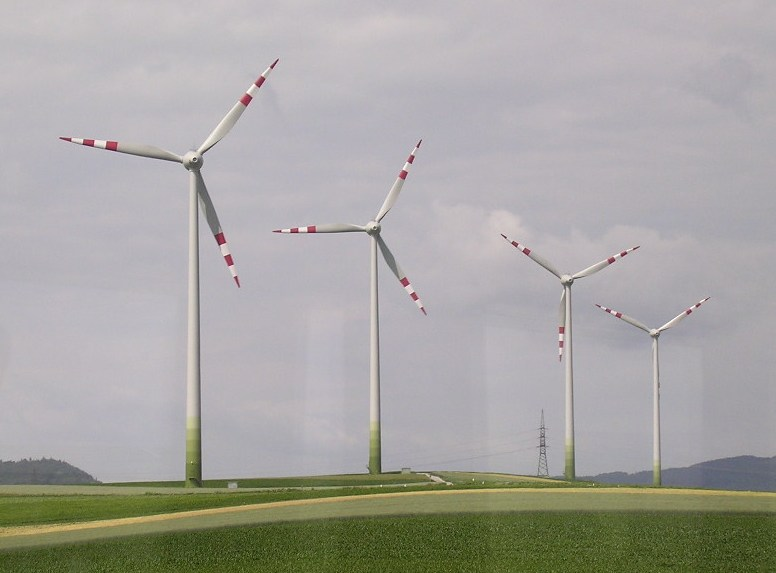
Szélerőművek

A szélenergia a levegő mozgási energiáját használja fel, a szélkerekek megforgatják a generátort, amivel elektromos energia állítható elő. A szél segítségével termelt energia 2010-es adatok szerint évi 20%-kal növekszik, és rendkívül népszerű Nyugat-Európában és az Egyesült Államokban.
A szélerőművek működése nem jár emisszióval, de csak oda érdemes telepíteni, ahol rendszeresen nagy a széljárás. Hátránya, hogy a széltől függően az erőművek nagyon változó mértékben állítanak elő elektromos energiát, előre pontosan meg nem jósolható időtartamban.

### Vízerőmű

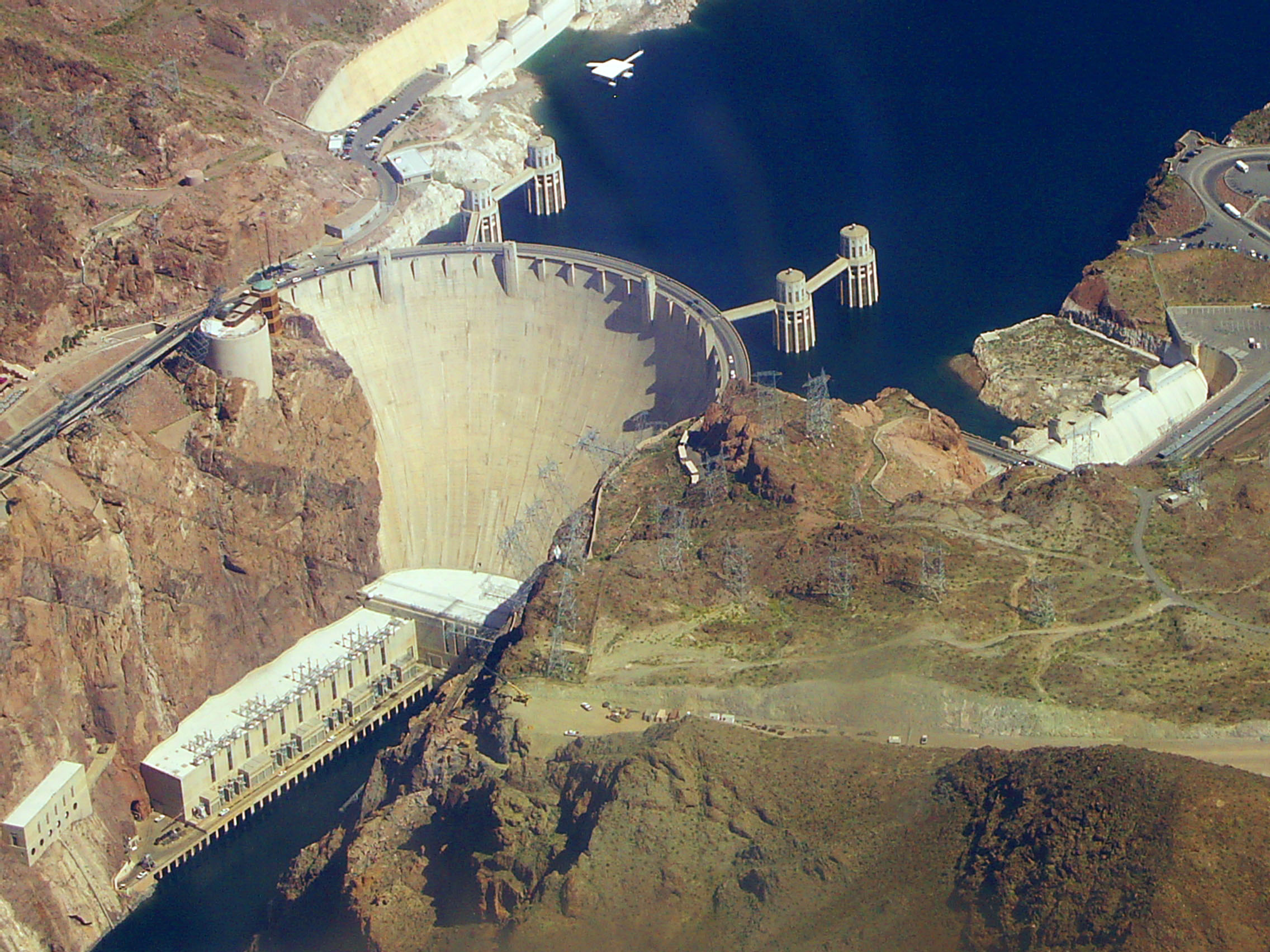
Vízerőmű az Egyesült Államokban

A vízenergia a folyók vizének helyzeti energiája. A folyón érkező vizet gáttal felduzzasztják, majd ráeresztik a turbinákra, ahol a helyzeti energia először mechanikus-, majd a generátorokban elektromos energiává alakul át. A világ vízerőműveinek összteljesítménye mintegy 715 000 MW, a Föld elektromos összteljesítményének 19%-a (2003-ban 16%-a volt), a megújuló energiahasznosításnak 2005-ben a 63%-a.
A vízenergia használata nem jár emisszióval, ezen kívül igen nagy előnye, hogy képes folyamatosan energiát előállítani szemben a nap- és szélerőművekkel, azonban csak olyan helyeket lehet felhasználni, ahol bő vizű folyók nagy magasságkülönbséggel haladnak.

### Naperőmű

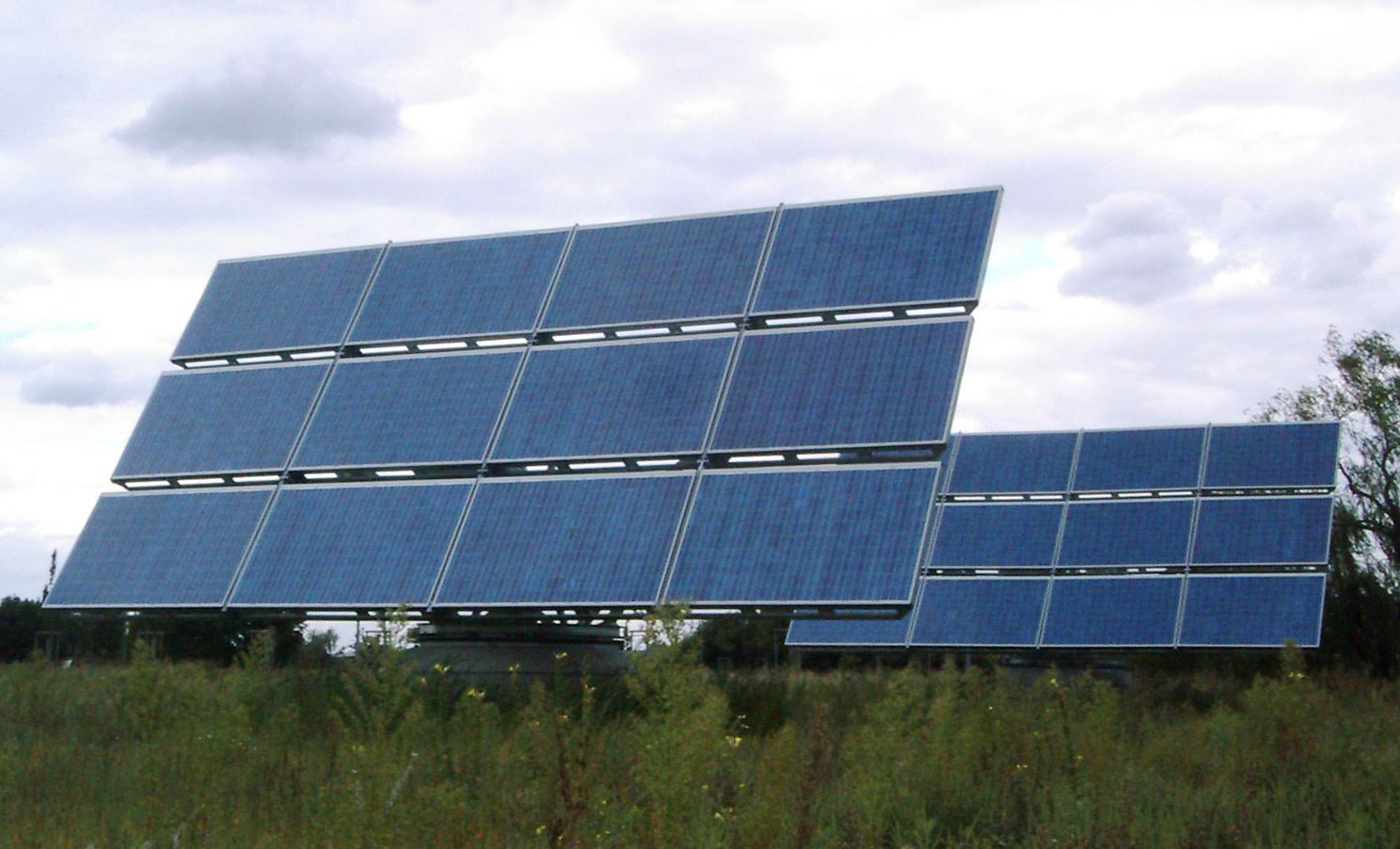
Napelemek

A napenergia a Földet érő napsugárzásból kinyerhető energia. Használata történhet fotoelektromos- vagy hőenergia előállításával. A napenergia használata történhet aktív módon naperőműben, napelemmel vagy napkollektorral, illetve passzív módon, ilyen például az épületek tájolása segítségével elért hőmegtakarítás, vagy a hőszigetelés. Decentralizált energiatermelésre sok háztartásban használják világszerte.
A napelemek emissziómentesek és felhasználhatóak kisebb méretekben is, így lehetséges akár családi házak tetejére néhány darabot, akár egy erőműparkban sokat egymás mellett üzemeltetni. Hátránya, hogy a napsugárzástól függően az erőművek nagyon váltakozó nagyságban állítanak elő elektromos energiát, meg nem jósolható időközökben, éjszaka egyáltalán nem képesek áram előállítására.

### Biomassza

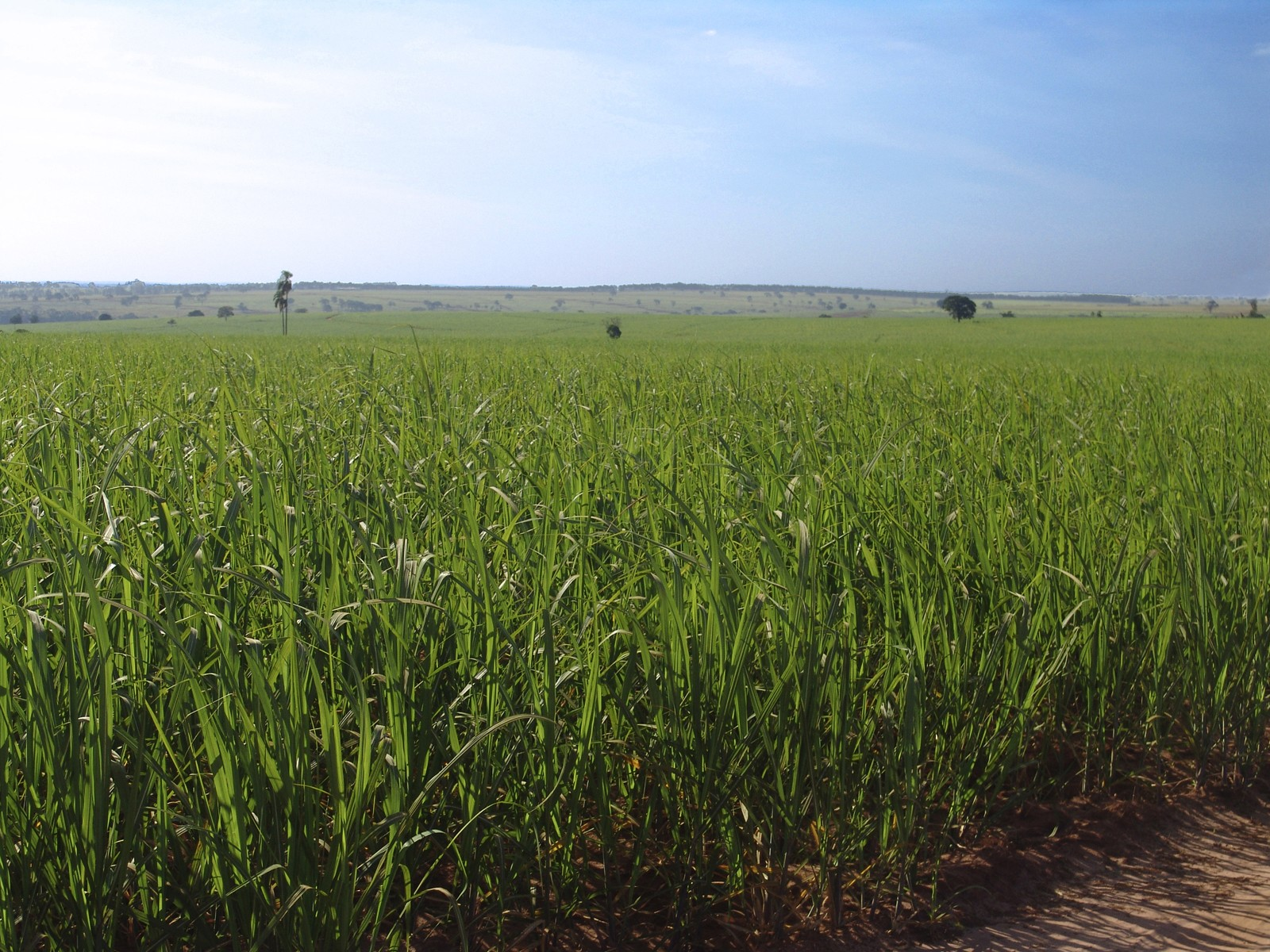
A cukornádat nemcsak élelmiszerként lehet felhasználni, hanem energiakinyerésre is használható

A biomassza kifejezés alatt tágabb értelemben a Földön lévő összes élő tömeget értjük. Mai elterjedt jelentése: energetikailag hasznosítható növények, termés, melléktermékek, növényi és állati hulladékok. A biomassza segítségével fosszilis tüzelőanyagok válthatóak ki, és ideális esetben az elégetett növényi anyag egy éven belül újratermelődik, megteremtve ezzel a fenntartható fejlődés és energiagazdálkodás lehetőségét.
A biomassza feldolgozásával nyerhető energiafajták:
- biogáz (szerves anyag anaerob bomlásával, pl. metán)
- bioüzemanyag (biomassza, szerves anyag, hulladék szerves anyag tartalmából), pl. biodízel, bioetanol
- szilárd biomassza (tűzifa, faapríték, pellet, fabrikett)

Bár a különböző biomasszák a megújuló energiahordozók közé tartoznak, elégésük a környezetre káros gázok különböző mértékű kibocsátásával jár.

### Geotermikus erőmű

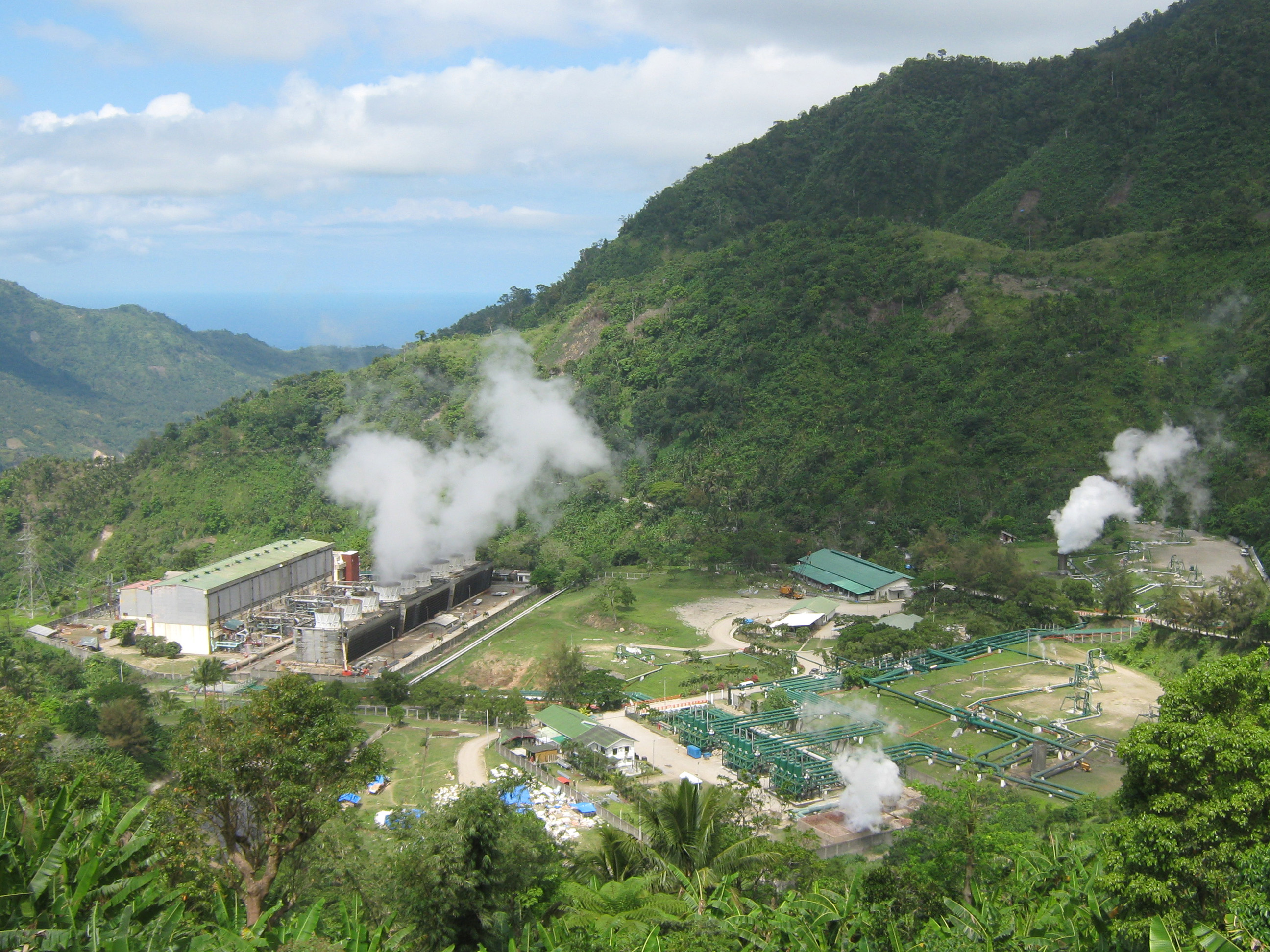
Geotermikus erőmű a Fülöp-szigeteken

A geotermikus energia a Föld belső hőjéből származó energia. A Föld középpontja felé haladva kilométerenként átlag 30 °C-kal emelkedik a hőmérséklet. Magyarországon a geotermikus energiafelhasználás 1992-es adat szerint 80-90 ezer tonna kőolaj energiájával volt egyenértékű. A geotermikus energia gyakorlatilag korlátlan és folytonos energianyereséget jelent. Termálvíz formájában nem kiapadhatatlan forrás. Kitermelése viszonylag olcsó, a levegőt nem szennyezi, viszont a felszíni vizeket nemegyszer – magas sótartalmánál fogva – igen.
A geotermikus energia megújuló energiaforrás, amely a legolcsóbb energiák közé tartozik, hacsak nem kell a sós vizet villamos energiával visszapréselni az eredeti közegébe. Mára Spanyolország a legnagyobb zöldenergia-felhasználó. Magyarországon sok geotermikus energiát használnak fel, sok híres termálfürdő van. A geotermikus fűtés telepítése kb. 5 év alatt térül meg. Magyarországon a termálvíz 2 km mélyen, nyomás alatt akár 120 °C-os is lehet.

## Előnyei

### Örökké rendelkezésre álló készletek
A Földön található fosszilis energiahordozók nem tartanak örökké. Ezek a Föld keletkezésekor, vagy az azóta eltelt idő alatt jöttek létre, és nem lehet őket pótolni, ha már végleg elfogytak – ezért is a nem megújuló energiaforrás elnevezés. Ide tartozik a földgáz, kőolaj, szén és urán. A megújulók ezzel szemben nem fogynak el, vagy mert a természet körforgása miatt emberi léptékben képesek megújulni, vagy mert annyi áll belőle rendelkezésre, hogy lehetetlen az elfogyasztása.

### Környezetkímélő működés
A megújuló energiaforrás és a környezetkímélő működés önmagában két különböző fogalom, hiszen a megújuló forrásból származó energia előállítása is történhet környezetszennyező módon, például bioanyagok égetésével. Azonban a megújuló energiaforrások nagy része emissziómentesen felhasználható, valamint a nem teljesen károsanyagkibocsátás-mentesen működő erőművek (pl. biogáz égetése) kevésbé környezetszennyezőek, mint a hagyományos erőművek (pl. szénerőmű).
A fosszilis energiahordozók égetése hatalmas mennyiségű szén-dioxidot (CO2) bocsát ki, és ezzel hozzájárul az üvegházhatás mesterséges növeléséhez. Tekintve, hogy a megújuló energiaforrások használatával jóval kevesebb szén-dioxid kerül a légkörbe, ezeknek a felhasználását egyre több ország támogatja, hogy ezzel is mérsékelni lehessen a globális felmelegedést.
Egy kilowattóra elektromos energia előállításakor átlagosan szélkerekeknél 9,4 g, vízerőműveknél 11,6 g, naperőműveknél 29,2 g, naphőerőműveknél 30,9 g, valamint geotermikus erőműveknél 33,6 g CO2-kibocsátás keletkezik, míg ez a szám földgázerőműveknél 350-400 g, illetve szénerőműveknél 750-1050 g-ra tehető. Az itt említett megújuló energiaforrásoknál a széndioxid-kibocsátás leginkább a gyártáskor és telepítéskor, valamint kisebb mértékben a szállításkor keletkezik.
A biomasszák esetében a számítás nehezebb, hiszen itt ugyan a feldolgozáskor és az égetéskor ugyanúgy keletkezik CO2, mint a hagyományos erőműveknél. Ez azonban az a széndioxid, amit a növény az élettartama alatt, a levegőből már megkötött.

### Energiafüggetlenség
A megújuló energiaforrások kiépítését sokszor az energiafüggetlenséggel is indokolják, amivel egyúttal a nagyobb mértékű országon belüli értékkihasználás érhető el. Ezen kívül elérhető a többi országtól való nagyobb függetlenség (Pl: Oroszországtól), valamint hogy egyes háborús övezetek vagy nagy cégek politikai döntései kisebb nyomást gyakorolhassanak más területekre az energia révén.

## Hátrányai

### Egyenetlen termelés, az energia nehéz tárolhatósága

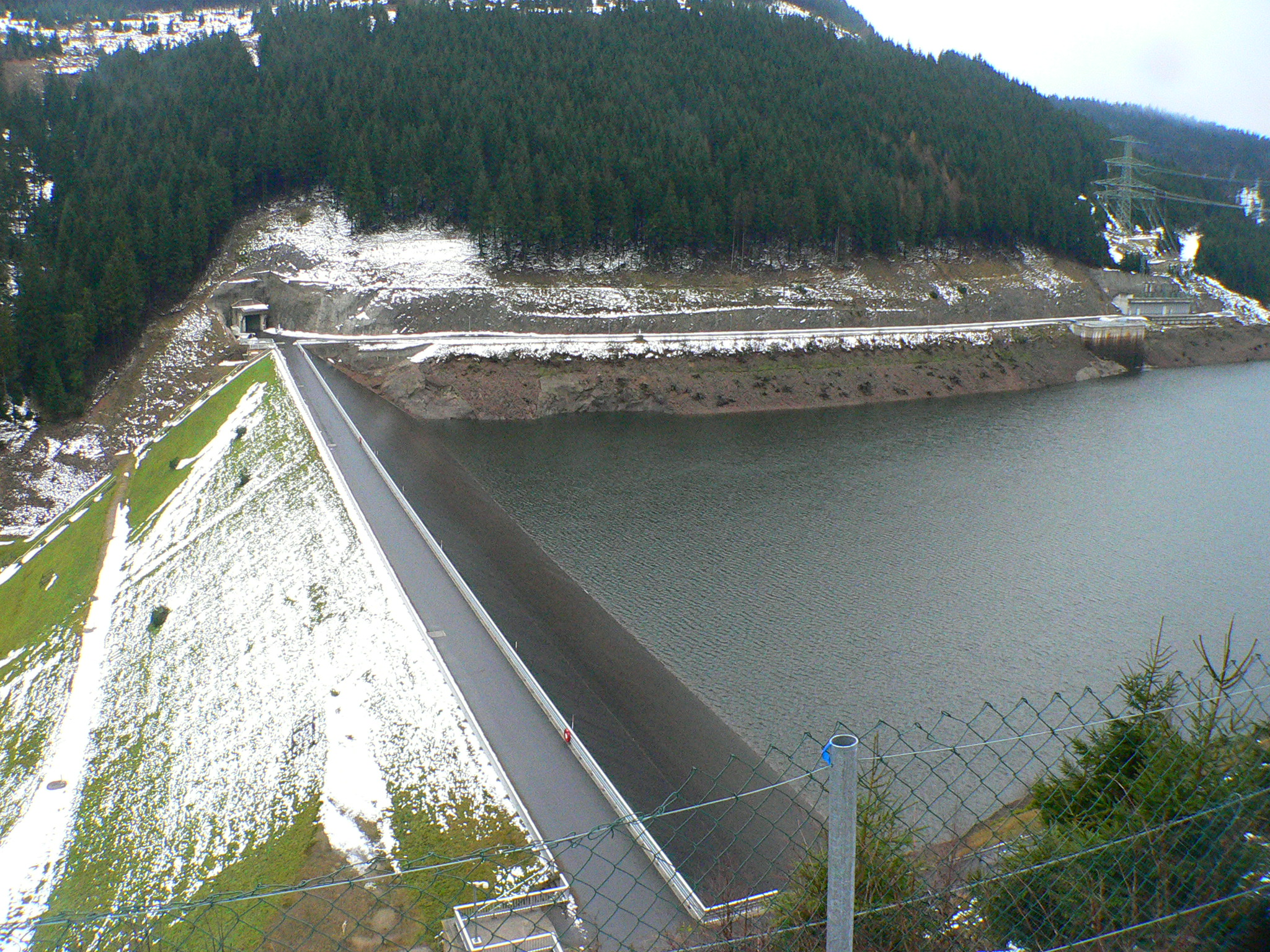
Tárolóerőmű Németországban. Ez az erőmű maga nem állít elő energiát, csupán a már megtermeltet tárolja későbbre. A megújuló energiák egyre nagyobb felhasználása miatt egyre több ilyenre van szükség. A tárolási kapacitások nagy korlátoltságai azonban nagy problémát okoznak

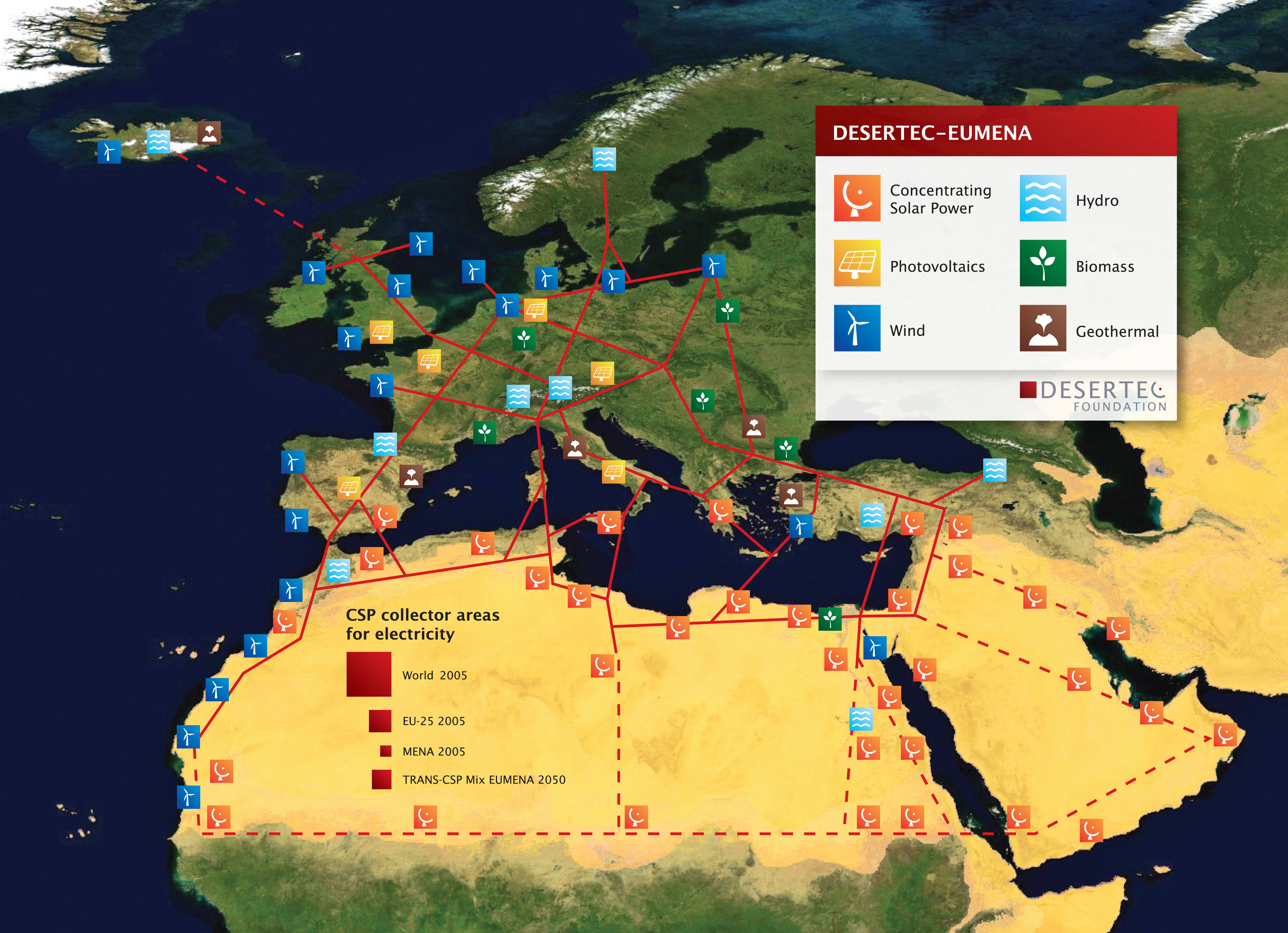
Egyes területeken akkora a bizonyos forrásokból történő energiatermelés ingadozása, hogy a felhasználása hatalmas nehézségeket okoz. Egy ilyen képzeletbeli ábra azt mutatja, hogy melyik területeken milyen erőműveket lenne érdemes telepíteni a kiegyensúlyozott termelés érdekében. Így például a sivatagba javasolt a naperőmű, míg az Északi-tenger partvidékén a szélenergia felhasználásának van értelme a nagyobb hatékonyság a folyamatosabb termelés végett

A megújuló energiaforrások egyik legnagyobb hátránya, hogy az energiát nem előre eltervezhető és szabályozható módon adják le, hanem úgy, ahogy a környezet és időjárás azt éppen adja, ezért energiatárolókra van szükség. Így például a kisebb vízhozamú folyó csak kevesebb vízenergia-előállításhoz elég, a szélerőművek csak megfelelő szélerősségben tudnak működni, valamint a naperőművek működése is teljesen a Nap aktuális fényerejétől függ. Ezzel szemben a hagyományos erőműveket az aktuális igények szerint lehet szabályozni, ami fontos is, hiszen például az villamos hálózatban mindig pontosan ugyanannyi áramot kell a rendszerbe táplálni, mint amekkora a felhasználás, az áram önmagában nem tárolható a vezetékhálózatban. Ugyan Európa országai egységes áramhálózatot alkotnak, így elméletileg lehetséges, hogy a helyenként túl nagy, helyenként túl kicsi áramtermelést kiegyenlítsék, azonban a megújuló energiával működő erőművek az azonos napszakok és az azonos éghajlati jelenségek (pl. évszakok) miatt nem tudnak a környező országokon belül tökéletes szinkronban működni. Egyenetlenségek nem csak a napi ciklusban mutatkoznak, sokkal nagyobb a kilengés az éves ciklusban a különböző évszakokban. Így például (az északi féltekén) decemberben sokkal kevesebb energiát állítanak elő a szél- és naperőművek, mint augusztusban, ami energiafelhasználás szempontjából kifejezetten előnytelen, ezért a megújuló energia alkalmazásával kapcsolatban jelenleg az egyik legnagyobb problémaként kezelik a nehézkes energiatárolást.
Jelenleg a következő tárolási technikákat alkalmazzák jellemzően:
- Víztározó: Amennyiben több áram termelődik, mint szükséges, vizet pumpálnak fel egy magasan fekvő tározóba, majd energiahiány esetén, mint egy vízerőműnél, a vizet ráengedik egy-egy turbinára. Ez a fajta tárolási módszer elég hatékonynak bizonyul, hiszen alacsony az energiaveszteség, illetve az energiát hosszabb időközön át is lehet tárolni. A technológia igazi hátránya azonban a hely, hiszen a nagy mennyiségű víz tárolásához nagy hely kell. Egy részletes, 2015-ben elvégzett felmérés alapján Nyugat-Európában jelenleg 0,327 TWh energiát tárolni képes víztározó található, és ezt a földrajzi adottságokból kifolyólag csak 2,618 TWh-ra lehet kibővíteni, ami töredéke annak, ami szükséges lenne a nap és szél energiájának teljesítményének a kiegyenlítését éves szinten.[11] [12][13]
- Akkumulátorok: Az elektromos áramot vegyi energiává alakítják, és a belső energiával rendelkező anyagokat tárolják. Jelenleg is ezt használják kisebb háztartási eszközök, mint laptopok, telefonok. Nagy mértékű használata jelenleg csak kisebb üzemleállások mérséklésére történik, nagy mértékű, tartós energiatárolásra nehezen használható, illetve az akkumulátorokhoz felhasznált anyag veszélyes hulladéknak minősül.
- Hőtároló: A napsütést, vagy felesleges áramot egy közeg (pl. víz) felmelegítésére használják, amit később leginkább fűtésre használnak fel. A hőveszteség miatt hosszú időközökben nem lehet hatékonyan energiát tárolni vele.
- Gázzá alakítás: Áram segítségével hidrogén, majd abból metángáz állítható elő, melyet később égetéssel újra árammá alakíthatnak. Az így előállított metánnal például a hagyományos gázerőműveket is lehet üzemeltetni. Hátránya, hogy a folyamat csak alacsony hatásfokkal üzemeltethető.

Ezeknél a tárolási módszereknél a legnagyobb problémát az alacsony hatékonyság (hatásfok), valamint a jelentős helyigény jelentik. Ugyan jelenleg a tárolás szempontjából legproblémásabb nap- és szélerőművek a teljes energiaellátásban csak egy egész kis szerepet vállal (pl. Németországban 3%), most sem lehet az évszakok közötti teljesítményingadozásból előálló energiafelesleget tárolni, tartósan kedvezőtlen időjárás esetén más energiaforrásokhoz kell fordulni.
A napi ingadozást az áramtermelésben az előre eltervezett áramfelhasználással is igyekeznek kiegyenlíteni, így az áram nagykereskedelmi ára mindig az aktuális termeléshez igazodva változik, ami arra ösztönzi a felhasználókat, hogy az energiaigényes folyamatokat inkább akkor végezzék el, amikor alacsony az ár, azaz nagy a termelés.
A sokkal nagyobb, évszakok közötti ingadozás kiegyenlítésére azonban még nem sikerült megoldást találni.

#### Áramellátás: „Párhuzamos rendszerek”
Európa egységes áramhálózatába sok helyen és különböző erőművekből történik az árambetáplálás. A megújuló energiát felhasználó erőművek, főleg a szél- és napenergia egyenlőtlen és pontosan előre meg nem jósolható teljesítménye azonban komoly kihívás elé állítja az elektromos hálózatot. Mivel az energiatárolás ma még megoldatlan probléma, az erőműveinket mindig az aktuális energiafelhasználáshoz és az időjáráshoz kell igazítani. Jelenleg a megújuló forrásból történő árambetáplálás az Európai Unióban törvényileg előnyben van részesítve, vagyis ha a kedvező időjárás miatt sok áram keletkezik a szél- és naperőművekben, a fosszilis égetésű erőművek teljesítményét csökkentik, kedvezőtlen időjárás esetén pedig a nem megújuló energiaforrások segítenek be az áramtermelésbe.
Így ugyan az éves termelést tekintve lehet radikálisan csökkenteni a nem megújuló energiát felhasználó erőművek arányát az áramtermelésben, azonban a kiegyensúlyozatlan tényezők miatt az áramtermelés csupán nap- és szélerőmű felhasználásával nem lehetséges, az áramtermelés szempontjából kedvezőtlen hónapokban az áramtermelésbe vissza kell kapcsolni a hagyományos erőműveket.
Azokon a területeken, ahol nagyon sok szél- és naperőmű működik, már problémát okoz a kedvező időjárási viszonyok esetén a túltermelés, vagyis hogy rövidebb időközökben több áramot állítanak elő, mint amennyi szükséges. Az ilyen esetekben leginkább az áram távolabbi helyekre történő továbbításával, akár más országokba való eladással lehet megválni a feleslegtől. A rövid ideig tartó, és ezáltal nehezen felhasználható energiamennyiséget azonban nem ritkán csak negatív áron lehet eladni, vagyis a termelő fizet azért, hogy más átvegye az áramot. Így például Németországban 2017-ben 107-szer fordult elő órákon át, hogy negatív áron kellett áramot eladni.
A tárolási megoldások fejlődésével, többféle megújuló forrás együttes használatával, országok hálózatainak jobb összekapcsolásával elérhető egyszerre a tisztább villamos energia és az energiabiztonság is – ahogy ezt több nemzetközi példa is bizonyítja.
Fogyasztói oldalon ismert a csúcskizárásos (vezérelt) fogyasztó, mely a rossz hatásfokú csúcserőművek, ill. tárolók teljesítményigényét csökkenti. Tesztüzemben működnek ú.n. intelligens mérők (smart meter), melyekkel egyes fogyasztók beprogramozhatók, ill. tájékoztatják a fogyasztót a készülék bekapcsolásának megfelelő időpontjáról. Ugyanakkor a szolgáltatók választhatóvá teszik a megújuló energiára csatlakozást.

### Nagy helyigény, környezetrombolás
A megújuló energiaforrások használata sokszor környezeti rombolást is eredményez. Leginkább a vízerőművek okozzák a legnagyobb környezeti változásokat, mivel a folyó felduzzasztása, illetve egy árapályerőmű kiépítése teljesen átalakítják az ott élő élőlények környezetét. A szélfarmok is jelentősen megváltoztatják a környezetet, itt leginkább a madárvilágra gyakorolt hatást kritizálják az állatvédők.
A helykihasználás szempontjából a bioenergia a leghátrányosabb, hisz a biomasszához igényelt növények termesztése hatalmas területeket igényel. A napenergia területhez viszonyítva ehhez képest sokkal jobban teljesít, hiszen 25-65-szöröse az adott területegységen napelemek által kinyerhető energia, mint a növényekkel, ám egy hagyományos erőműhöz képest a naperőmű is rengeteg területet igényel. A hagyományos erőművekhez képest a szél- nap- és bioenergia területfelhasználása már akkora, hogy a rendelkezésre álló terület nagysága sem engedi meg az akármekkora mértékű kiépítést.

## Megújuló energiafelhasználás kiépítése, használata

### AzEurópai Unióban
A megújuló energia aránya 2013-ban a teljes energiafelhasználáshoz képest a EU-tagállamban 15% volt. 2004 óta állnak rendelkezésre részletes adatok az egyes tagállamokról, a mérés kezdete óra az arány minden tagállamban emelkedett. A legnagyobb emelkedést Svédország, Ausztria, Bulgária és Olaszország mutatták fel ez idő alatt.
2020-ban a vezető állam Svédország volt, amely ekkor az energiájának 60%-át megújuló forrásból biztosította, majd Finnország (43,8%), Lettország (42,1%) és Ausztria (36,5%) követte. A legalacsonyabb megújuló arányt Máltán (10,7%) regisztrálták; őt követte Luxemburg (11,7%), Belgium (13,0%) és Magyarország (13,85%).
Az EU 2007. március 9-én elhatározta, hogy az üvegházhatást okozó gázoknak a kibocsátását 2020-ig egyötöddel az 1990-es állapothoz képest csökkenteni kell, és ehhez kapcsolódóan a megújuló energiafelhasználásnak az arányát 20%-ra növelni kell. Az EU 2009/28-as irányvonala kötelezte a tagállamokat, hogy saját maguknak jelöljenek ki egy célt, hogy minimum mekkora arányban állítsanak elő áramot megújuló energiaforrásokból. Magyarország például 13%-ot jelölt ki magának, ám ezt már 2011-ben túlteljesítette.
Az EU 2014-ben célnak jelölte meg, a teljes energiafelhasználást tekintve (nem csak az áramét!) 27%-os megújuló arányt elérni 2030-ig.
A megújuló energiaforrások felhasználása érdekében az EU létrehozta az EEG nevű törvényt (Erneuerbare-Energien-Gesetz), amely garantálja, hogy a megújuló energiát felhasználó erőművek előnyben legyenek részesítve, és ne ezeknek, hanem a fosszilis égetésű erőműveknek kelljen csökkenteni a teljesítményüket túltermelés esetén.

### A világ szintjén
Jelenleg a világ sok országában dolgoznak a megújuló energiaforrások minél szélesebb körű felhasználásán. A klasszikus vízenergia és bioenergia felhasználása mellett egyre több naperőmű és szélerőmű települ. 2014-ig összesen 138 ország nyilvánította ki, hogy politikai célja a megújuló energia minél nagyobb felhasználása, ezek közül 95 újonnan iparosodott-, vagy fejlődő ország. Míg szélerőműveket 83 ország használ, a naperőművek használója már a 100-at is meghaladja.
Az áramtermelésben a megújuló energiafelhasználás aránya egy 2013-as felmérés szerint 22,1%, a maradék 77,9% vagy fosszilis anyagok elégetésével, vagy atomerőművekben lett előállítva. A legfontosabb megújuló energiaforrást a vízerőművek jelentették 16,4%-os arányban. Ez a szám a szélerőműveknél 2,9%, a biomasszánál 1,8%, a naperőműveknél 0,7% volt, míg a további megújuló energiaforrások 0,4%-ban fedték le a világ áramfogyasztását (nem a teljes energiafogyasztását!)
A megújuló energiát felhasználó erőművek telepített teljesítménye 2013 végén 1550 Gigawatt volt, és ezzel 8%-as több, mint az előző évben. 2004-ben ez a szám még 800 GW volt. Míg a vízerőművek telepített teljesítménye a teljes időszakban 715-ről 1000 GW-ra emelkedett, a többi megújulóé 85-ről 560 GW-ra. A legnagyobb növekedés a telepített teljesítményt tekintve a világon a szél- és napenergia-hasznosítás érte el. Ugyanakkor fontos megjegyezni, hogy mivel egyetlen erőmű sem működik egész évben 100%-os teljesítményen, a telepített (bruttó) teljesítményt soha sem érik el. Főleg a szél és napenergia esetében állnak sokat kihasználatlanul az erőművek, így éves átlagteljesítményt vizsgálva ezek az erőműfajták még a közelébe sem érnek a telepített teljesítményükhöz.
A megújuló energiába egyre nagyobb sebességgel fektetnek a különböző országok a világon. 2015-ben 329,3 milliárd amerikai dollárt fektettek be a csökkenő kőolaj-, földgáz- és szénárak ellenére a világon, valamint 30%-kal több szél- és naperőművet telepítettek ebben az évben, mint 2014-ben. Az Allianz Climate & Energy Monitor adatai szerint évente 710 milliárd amerikai dollár befektetésre lenne szüksége a G20-országoknak 2035-ig, hogy az ENSZ klímacélját betarthassák. A legtöbb pénzt ennek érdekében a cél megfogalmazása óta Németország, Nagy-Britannia, Franciaország és Kína adták ki.

### Magyarországon
A megújuló energiák felhasználását leginkább a természeti adottságok határozzák meg. Ez azt jelenti, hogy egyes energiaforrások felhasználása szinte lehetetlen, másoké nehézkes, míg megint másoké kifejezetten kedvező. Magyarország esetében a nagy esésű folyóvizek hiányában a vízenergia nem jön szóba, az országban csak a Tisza-tónál található két, nem nagy teljesítményű vízerőmű. A napenergia a napsütéses órák alacsony száma miatt ugyancsak nem alkalmazható hatékonyan. A Kárpát-medencében nem fúj nagy erősségű szél, így a szélerőművek sem kifizetődőek. Mivel a már meglévőek is csak 25%-osan tudtak működni, Magyarországon a szélerőművek építését már 2016 óta nem támogatják.
Ezzel szemben az ország fekvése kiválóan alkalmas a geotermikus energia és a biomassza felhasználására. A magyar megújuló energiaforrások több mint fele biomasszából származik, valamint a geotermikus hőenergia közvetlen felhasználásában Magyarország a világ vezető államai közé tartozik 2,7 TWh kapacitásával. Elsősorban lakóházak, ipari létesítmények és üvegházak fűtésére használják. Geotermikus energia biztosítja többek között Győr, Szentlőrinc, Miskolc és Szentes távfűtését, részben vagy egészben.